# 거지의 오페라
《거지의 오페라》(The Beggar's Opera)는 영국에서 제작된 피터 브룩 감독의 1953년 영화이다. 로렌스 올리비에 등이 주연으로 출연하였고 허버트 윌콕스 등이 제작에 참여하였다.

## 출연

### 주연
- 로렌스 올리비에
- 휴 그리피스

### 조연
- 조지 로즈
- 스튜어트 버지
- 시릴 콘웨이
- 제랄드 로슨
- 에일린 할리
- 도로시 터틴
- 조지 드바인
- 메리 클레어
- 에드워드 프라이어
- 애센 세일러
- 스탠리 할로웨이
- 데프니 앤더슨
- 에릭 폴먼
- 이본느 퍼노
- 케네스 윌리엄스
- 산드라 도른
- 로렌스 네스미스
- 패트리샤 레인
- 조셀린 제임스
- 존 키드
- 유진 레히
- 올리버 헌터
- 마지 브린들리
- 펠릭스 펠튼
- 데니스 캐낸
- 마곳 그레이엄
- 테렌스 그린니지
- 빌리 웰스
- 존 캐머런
- 존 베이커

## 기타
- 원작자: 존 게이
- 미술: 조르쥬 왁헤비치
- 배역: 패트리샤 스미스